# Fatima Rushdi
Fatima Rushdi (Alejandría, 15 de febrero de 1908 - El Cairo, 23 de enero de 1996) fue una actriz y productora egipcia y una de las pioneras del cine egipcio.

## Carrera artística
Nacida en Alejandría, Fátima Rushdi se mudó a El Cairo a los catorce años para convertirse en actriz. Sin ningún entrenamiento formal, y hablando solo árabe, comenzó su propia compañía teatral en 1926, que viajó por todo el norte de África. El director de teatro `Aziz` Id se enamoró de ella y le permitió aprender a leer y escribir. Se hizo conocida como la "Bernhardt de Oriente" por repetir muchos de los famosos papeles de Sarah Bernhardt.
Su primera aparición en el cine fue en la segunda película de Ibrahim Lama, Faji`a Fawq Al-Haram (Desastre en las pirámides) de 1928. En 1933 dirigió su primera y única película, al-Zarwaj (La boda), que se estrenó en París. No existen copias, y en sus memorias de 1970 afirmó haber quemado la película completa. al-Zarwaj la presentaba como una mujer empujada a un matrimonio infeliz por su padre, y muriendo trágicamente al final. Actuó en varias películas de Kamal Selim, incluida la 'realista' al-`Azima (Determinación) de 1939, donde interpretó a una joven de clase trabajadora que se enamora del hijo de su vecino. Su última aparición en la pantalla fue en 1955, en un papel secundario en Da`uni A`ish / (Déjame vivir) del director Ahmad Diya` al-Din. 
En la década de 1960, Fatima Rushdi organizó un salón para cineastas y estudiantes en el Instituto Superior de Estudios de Drama de El Cairo.